# Pierre Dieudonné

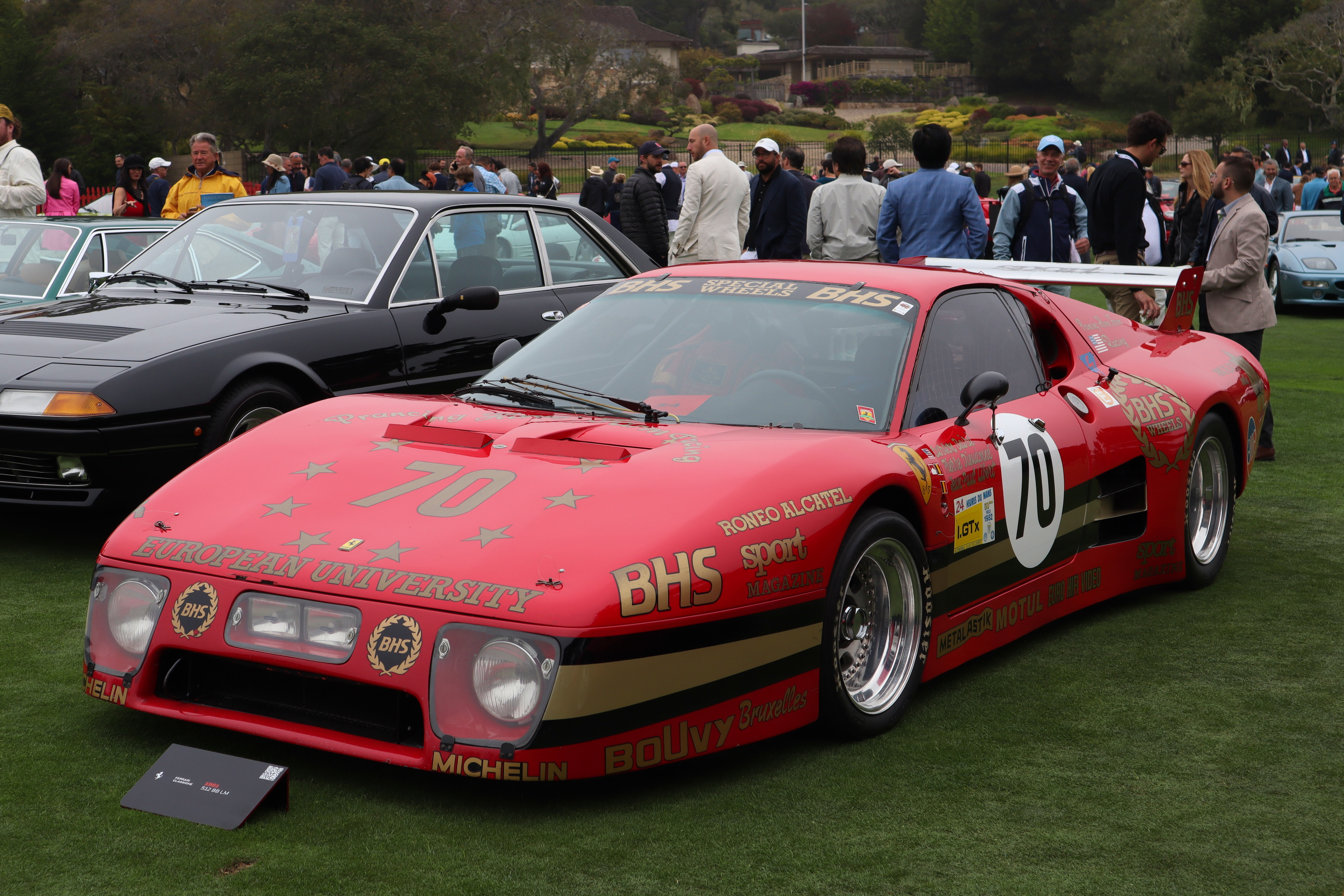
Der von Pierre Dieudonné beim 24-Stunden-Rennen von Le Mans 1981 gefahrene Ferrari 512BB LM

Pierre Dieudonné (* 24. März 1947 in Brüssel) ist ein ehemaliger belgischer Automobilrennfahrer.

## Karriere im Motorsport
Pierre Dieudonné wurde vor allem als Touren- und Sportwagenrennfahrer bekannt. Seine Karriere begann er allerdings im Monopostosport. Über die Formel Super V kam er 1975 in die Britische Formel-3-Meisterschaft. 1975 beendete er diese Rennserie an der neunten Stelle der Gesamtwertung. Mit wenig Erfahrung im geschlossenen Rennwagen gelang ihm 1976 ein überraschender Erfolg. Mit Teampartner Jean Xhenceval gewann er vier Läufe und wurde am Ende der Saison Tourenwagen-Europameister.
Trotz dieses Erfolgs versuchte Dieudonné in den nächsten Jahren weiterhin in der Formel 3 Fuß zu fassen. Nach einigen unbefriedigenden Versuchen fuhr er weiter erfolgreich Tourenwagenrennen und stieg 1981 als Werksfahrer von Mazda in die Sportwagen-Weltmeisterschaft ein. Zweimal, 1974 und 1981 siegte er beim 24-Stunden-Rennen von Spa-Francorchamps.
Beim 24-Stunden-Rennen von Le Mans war seine beste Platzierung der sechste Gesamtrang 1982. Insgesamt siegte Dieudonné bei 20 Tourenwagenrennen und kam bei Touren- und Sportwagenrennen 52-mal aufs Podium der ersten drei.

## W Racing Team
Pierre Dieudonné ist Investor und Miteigentümer beim W Racing Team.

## Statistik

### Le-Mans-Ergebnisse
| Jahr | Team                       | Fahrzeug         | Teamkollege    | Teamkollege      | Platzierung             | Ausfallgrund    |
| ---- | -------------------------- | ---------------- | -------------- | ---------------- | ----------------------- | --------------- |
| 1977 | Luigi Racing               | BMW 3.0 CSL      | Jean Xhenceval | Spartaco Dini    | Rang 8 und Klassensieg  |                 |
| 1980 | Charles Pozzi Racing       | Ferrari 512BB    | Jean Xhenceval | Hervé Regout     | Rang 10                 |                 |
| 1981 | Rennod Racing              | Ferrari 512BB LM | Jean Xhenceval | Jean-Paul Libert | Rang 9                  |                 |
| 1982 | Prancing Horse Farm Racing | Ferrari 512BB LM | Carson Baird   | Jean-Paul Libert | Rang 6                  |                 |
| 1984 | Mazdaspeed                 | Mazda 727C       | Takashi Yorino | Yōjirō Terada    | Rang 20                 |                 |
| 1986 | Mazdaspeed Co. Ltd.        | Mazda 757        | Dave Kennedy   | Mark Galvin      | Ausfall                 | Getriebeschaden |
| 1987 | Mazdaspeed Co. Ltd.        | Mazda 757        | Dave Kennedy   | Mark Galvin      | Rang 7 und Klassensieg  |                 |
| 1988 | Mazdaspeed                 | Mazda 757        | Dave Kennedy   | Yōjirō Terada    | Rang 15 und Klassensieg |                 |
| 1989 | Mazdaspeed                 | Mazda 767B       | Dave Kennedy   | Chris Hodgetts   | Rang 7                  |                 |
| 1990 | Mazdaspeed Co. Ltd.        | Mazda 787        | Dave Kennedy   | Stefan Johansson | Ausfall                 | Leck im Öltank  |
| 1991 | Mazdaspeed                 | Mazda 787        | Takashi Yorino | Yōjirō Terada    | Rang 8                  |                 |

### Sebring-Ergebnisse
| Jahr | Team              | Fahrzeug   | Teamkollege     | Teamkollege      | Platzierung | Ausfallgrund |
| ---- | ----------------- | ---------- | --------------- | ---------------- | ----------- | ------------ |
| 1981 | Z & W Enterprises | Mazda RX-7 | Pierre Honegger | Jean-Paul Libert | Ausfall     | kein Benzin  |

### Einzelergebnisse in der Sportwagen-Weltmeisterschaft
| Saison | Team                                              | Rennwagen                 | 1   | 2   | 3   | 4   | 5   | 6   | 7   | 8   | 9   | 10  | 11  | 12  | 13  | 14  | 15  | 16  | 17  |
| ------ | ------------------------------------------------- | ------------------------- | --- | --- | --- | --- | --- | --- | --- | --- | --- | --- | --- | --- | --- | --- | --- | --- | --- |
| 1979   | Team Willeme                                      | BMW 530                   | DAY | SEB | MUG | TAL | DIJ | RIV | SIL | NÜR | LEM | PER | DAY | WAT | SPA | BRH | ROA | VAL | ELS |
| 1979   | Team Willeme                                      | BMW 530                   |     |     |     |     |     |     |     |     |     | DNF |     |     |     |     |     |     |     |
| 1980   | Preston Henn Pozzi Racing Joosen Racing           | Ferrari 512 BB BMW 530    | DAY | BRH | SEB | MUG | MON | RIV | SIL | NÜR | LEM | DAY | WAT | SPA | MOS | ROA | VAL | DIJ |     |
| 1980   | Preston Henn Pozzi Racing Joosen Racing           | Ferrari 512 BB BMW 530    | 36  |     |     |     |     |     |     |     | 10  |     |     | 2   |     |     |     |     |     |
| 1981   | Z & W Enterprises Rennod Racing Walkinshaw Racing | Mazda RX-7 Ferrari 512 BB | DAY | SEB | MUG | MON | RIV | SIL | NÜR | LEM | PER | DAY | WAT | SPA | MOS | ROA | BRH |     |     |
| 1981   | Z & W Enterprises Rennod Racing Walkinshaw Racing | Mazda RX-7 Ferrari 512 BB |     | DNF |     |     |     |     |     | 9   |     |     |     | 1   |     |     |     |     |     |
| 1982   | Farm Racing Kannacher Racing                      | Ferrari 512 BB URD C81    | MON | SIL | NÜR | LEM | SPA | MUG | FUJ | BRH |     |     |     |     |     |     |     |     |     |
| 1982   | Farm Racing Kannacher Racing                      | Ferrari 512 BB URD C81    |     |     |     | 6   | DNF |     |     |     |     |     |     |     |     |     |     |     |     |
| 1983   | Mazdaspeed                                        | Mazda 717C                | MON | SIL | NÜR | LEM | SPA | FUJ | KYA |     |     |     |     |     |     |     |     |     |     |
| 1983   | Mazdaspeed                                        | Mazda 717C                |     |     | DNF |     |     |     |     |     |     |     |     |     |     |     |     |     |     |
| 1984   | Mazdaspeed Procar Automobiles                     | Mazda 727C Sehar C83      | MON | SIL | LEM | NÜR | BRH | MOS | SPA | IMO | FUJ | KYA | SAN |     |     |     |     |     |     |
| 1984   | Mazdaspeed Procar Automobiles                     | Mazda 727C Sehar C83      |     | DNF | 20  |     |     |     |     | DNF |     |     |     |     |     |     |     |     |     |
| 1985   | Cheetah Automobiles                               | Cheetah G604              | MUG | MON | SIL | LEM | HOK | MOS | SPA | BRH | FUJ | SEL |     |     |     |     |     |     |     |
| 1985   | Cheetah Automobiles                               | Cheetah G604              |     |     |     | 10  |     |     |     |     |     |     |     |     |     |     |     |     |     |
| 1986   | Mazdaspeed                                        | Mazda 757                 | MON | SIL | LEM | NÜN | BRH | JER | NÜR | SPA | FUJ |     |     |     |     |     |     |     |     |
| 1986   | Mazdaspeed                                        | Mazda 757                 |     |     | DNF |     |     |     |     |     | 13  |     |     |     |     |     |     |     |     |
| 1987   | Mazdaspeed                                        | Mazda 757                 | JAR | JER | MON | SIL | LEM | NÜN | BRH | NÜR | SPA | FUJ |     |     |     |     |     |     |     |
| 1987   | Mazdaspeed                                        | Mazda 757                 |     |     |     |     | 7   |     |     |     |     | DNF |     |     |     |     |     |     |     |
| 1988   | Mazdaspeed                                        | Mazda 757 Mazda 767       | JER | JAR | MON | SIL | LEM | BRÜ | BRH | NÜR | SPA | FUJ | SAN |     |     |     |     |     |     |
| 1988   | Mazdaspeed                                        | Mazda 757 Mazda 767       |     |     |     |     | 15  |     |     |     |     | DNF |     |     |     |     |     |     |     |
| 1989   | Mazdaspeed                                        | Mazda 767                 | SUZ | DIJ | JAR | BRH | NÜR | DON | SPA | MEX |     |     |     |     |     |     |     |     |     |
| 1989   | Mazdaspeed                                        | Mazda 767                 |     | DNF |     | 13  | 13  | DNF | 9   | 13  |     |     |     |     |     |     |     |     |     |
| 1991   | Mazdaspeed                                        | Mazda 787                 | SUZ | MON | SIL | LEM | NÜR | MAG | MEX | AUT |     |     |     |     |     |     |     |     |     |
| 1991   | Mazdaspeed                                        | Mazda 787                 |     | 7   |     | 8   |     | 7   | 9   |     |     |     |     |     |     |     |     |     |     |